# タケシマ
株式会社タケシマは、埼玉県越谷市に本社を置く書店事業を展開する企業。

## 営業中の店舗
- 江古田南口店（株式会社竹島商事による運営）

## 沿革
- 1986年（昭和61年）
  - 6月 越谷店 開店
  - 10月 大袋店 開店
- 1987年（昭和62年） 9月 草加店 開店
- 1988年（昭和63年） 3月 三郷店 開店
- 1989年（平成元年） 1月 八潮店 開店
- 1993年（平成 5年） 10月 戸ケ崎店 開店
- 1995年（平成 7年） 11月 蒲生店 開店
- 2000年（平成12年） 9月 株式会社ユウワ通商から書籍部門を独立、有限会社タケシマを設立
- 2003年（平成15年） 3月 株式会社ユウワ通商から越谷店の土地、建物を買収
- 2009年（平成21年） 6月 高砂店 開店
- 2010年（平成22年） 2月 有限会社タケシマを改め株式会社タケシマを設立
- 2011年（平成23年）
  - 4月 越谷店 閉店
  - 6月 セルカ高砂店 開店
- 2013年（平成25年） 7月 蒲生店内にGEOが開店
- 2014年（平成26年） 戸ヶ崎店がフランチャイズ店となる
- 2015年（平成27年） 10月 蒲生店 閉店
- 2016年（平成28年）
  - 3月 フランチャイズ店の戸ヶ崎店が、太洋社の自主廃業の影響で閉店
  - 11月 大袋店 閉店
- 2017年（平成29年）
  - 5月 草加店 閉店
  - 9月 八潮店 閉店
- 2024年（令和6年） 1月 ゲオ三郷店 閉店
- 2025年（令和7年） 6月 高砂店 閉店